# La città dei fiori
La città dei fiori (City of Flowers) è un romanzo per ragazzi, il terzo scritto da Mary Hoffman appartenente alla serie Stravaganza. Pubblicato nel 2005, è stato tradotto in svedese, finlandese, sloveno, francese, persiano e italiano.

## Trama
Sky Meadows ha la madre malata di encefalomielite mialgica e la deve curare da solo, perché il padre, Rainbow Warrior, è un cantante rock molto famoso e non si può occupare di tutte le varie donne con cui ha avuto un figlio. Un giorno trova una boccetta blu sull'uscio di casa e si addormenta con quella in mano. Si ritrova nel magico regno di Talìa simile alla nostra Italia, a Giglia che si può considerare la nostra Firenze rinascimentale dove regna il duca Niccolò de' Chimici e la sua famiglia, rivale dei Nucci l'altra famiglia più ricca di Giglia. Là scopre di appartenere alla fratellanza degli Stravaganti, persone che possono viaggiare da Talìa al nostro mondo nel tempo e nello spazio.  Fra intrighi, matrimoni, richieste di fidanzamento respinte, assassini, spie, dispute e incontri con altri stravaganti, Sky, Georgia e Nicholas vivono molte avventure travolgenti e indimenticabili.

## Edizioni in italiano
- Mary Hoffman, Stravaganza: la città dei fiori, traduzione di Maria Cristina Leardini, Milano: Mondadori 2005